# Râul Moișa, Șar
Râul Moișa este un curs de apă, afluent al râului Șar.

## Hărți
- Harta județului Mureș